# Primerigonina australis
Primerigonina australis är en spindelart som beskrevs av Jörg Wunderlich 1995. Primerigonina australis ingår i släktet Primerigonina och familjen täckvävarspindlar.
Artens utbredningsområde är Panama. Inga underarter finns listade i Catalogue of Life.